# 善泳蟳
善泳蟳（学名：Charybdis natator）为梭子蟹科蟳属的动物。分布于日本、印度尼西亚、菲律宾、马来群岛、泰国、印度、马达加斯加、非洲东岸、台湾以及中国大陆的广西、广东、福建等地，生活环境为海水，常见于沙或泥沙质的浅海底。
善泳蟳體長可達60（24英寸），头胸甲長度為13.5（5.3英寸）